# Nathan Robertson
Nathan James Robertson (Nottingham, 30 de maio de 1977) é um ex-jogador de badminton britânico, medalhista olímpico, especialista em duplas.

## Carreira
Nathan Robertson representou seu país nos Jogos Olímpicos de Verão de 2000 a 2008, conquistando a medalha de prata, nas duplas mistas em 2004 com Gail Emms.